# چنگدو جی-۲۰

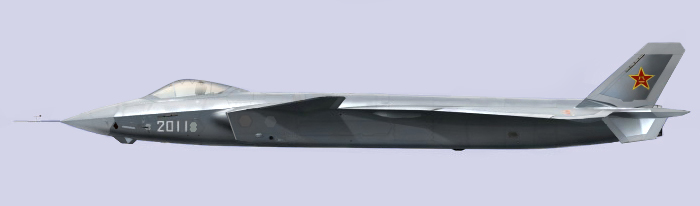
Schematic of the J-20

چنگدو جی-۲۰ (جیان-۲۰; چینی ساده: 歼-二零; چینی سنتی: 殲-二零; پین‌یین: Jiān èr líng) یک هواپیمای جنگندهٔ تک‌سرنشین نسل پنجم، پنهان‌کار و دو موتوره است که در گروه صنایع هوایی چنگدو چین برای ارتش آزادی‌بخش خلق طراحی شده‌است. این جنگنده که به منظور برتری هوایی ساخته شده، نخستین پروازش را در ۱۱ ژانویه ۲۰۱۱ انجام داده و تا سال ۲۰۱۹ تعداد هشت پیش‌نمونه از آن ساخته شده و در ماه اکتبر ۲۰۱۹ تعداد ۲۸ فروند جنگنده عملیاتی به خدمت نیروی هوایی چین درآمدند.
چنگدو جی-۲۰ جنگنده‌ای چندمنظوره و تک‌سرنشینه و با بال‌مثلثی است که هم برای مأموریت‌های هوابه‌زمین و هم برای مأموریت‌های برتری هوایی طراحی شده‌است. جی-۲۰ از همتاهای آمریکایی (اف-۲۲ و اف-۳۵) و روسی (سوخو ۵۷) خود بزرگتر است و بدنه‌ای کشیده دارد.

جنگنده جی-۲۰ و شنیانگ جی-۳۵ تنها هواپیماهای توربوفن نسل پنجم چین می‌باشند. شرکت چنگدو واقع در شهر چنگدو در کشور چین، فرایند ساخت و طراحی این جنگنده را برعهده دارد. از آنجایی‌که سوخو-۵۷ از نظر رادارگریزی ضعیف عمل کرده‌است، جنگندهٔ چنگدو جی-۲۰ سومین جنگندهٔ رادارگریز پس از اف-۲۲ و اف-۳۵ محسوب می‌شود. قیمت یک فروند جنگنده از ۳۰ تا ۱۲۰ میلیون دلار متغیر است. نسخه‌ای که تنها قابلیت پرواز داشته باشد، بدون تجهیزات جنگی و کابین جنگی به مبلغ ۳۰ میلیون دلار قیمت‌گذاری شده‌است و نسخه فول آپشن آن نیز به قیمت ۱۲۰ میلیون دلار فروخته می‌شود. در این بازهٔ قیمت، مدلهای دیگری بسته به میزان تجهیزات ارائه شده‌اند. مدل دوسرنشین این جنگنده نیز در دست طراحی و ساخت است.

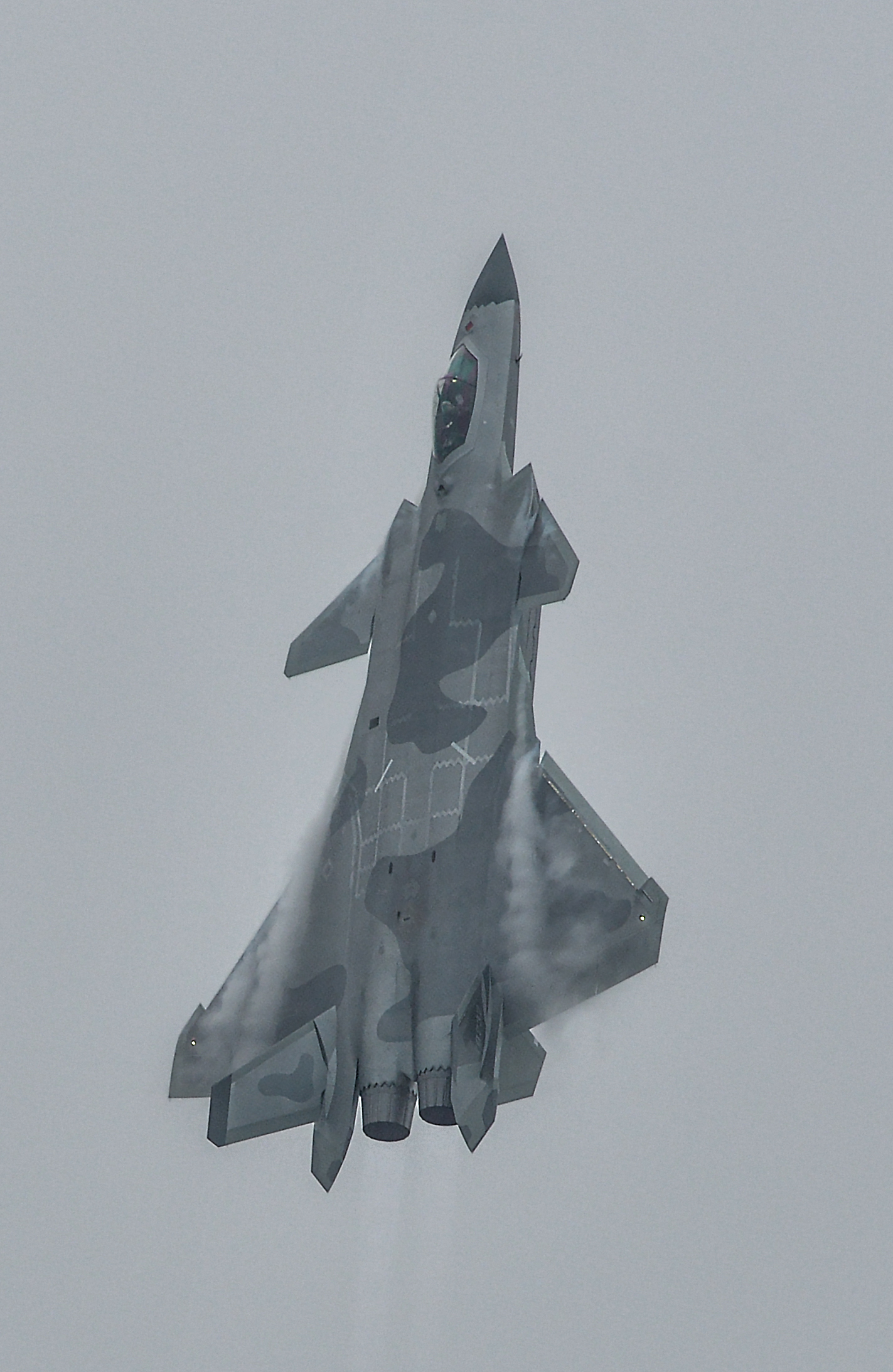
殲-۲۰高仰角爬升

## توسعه

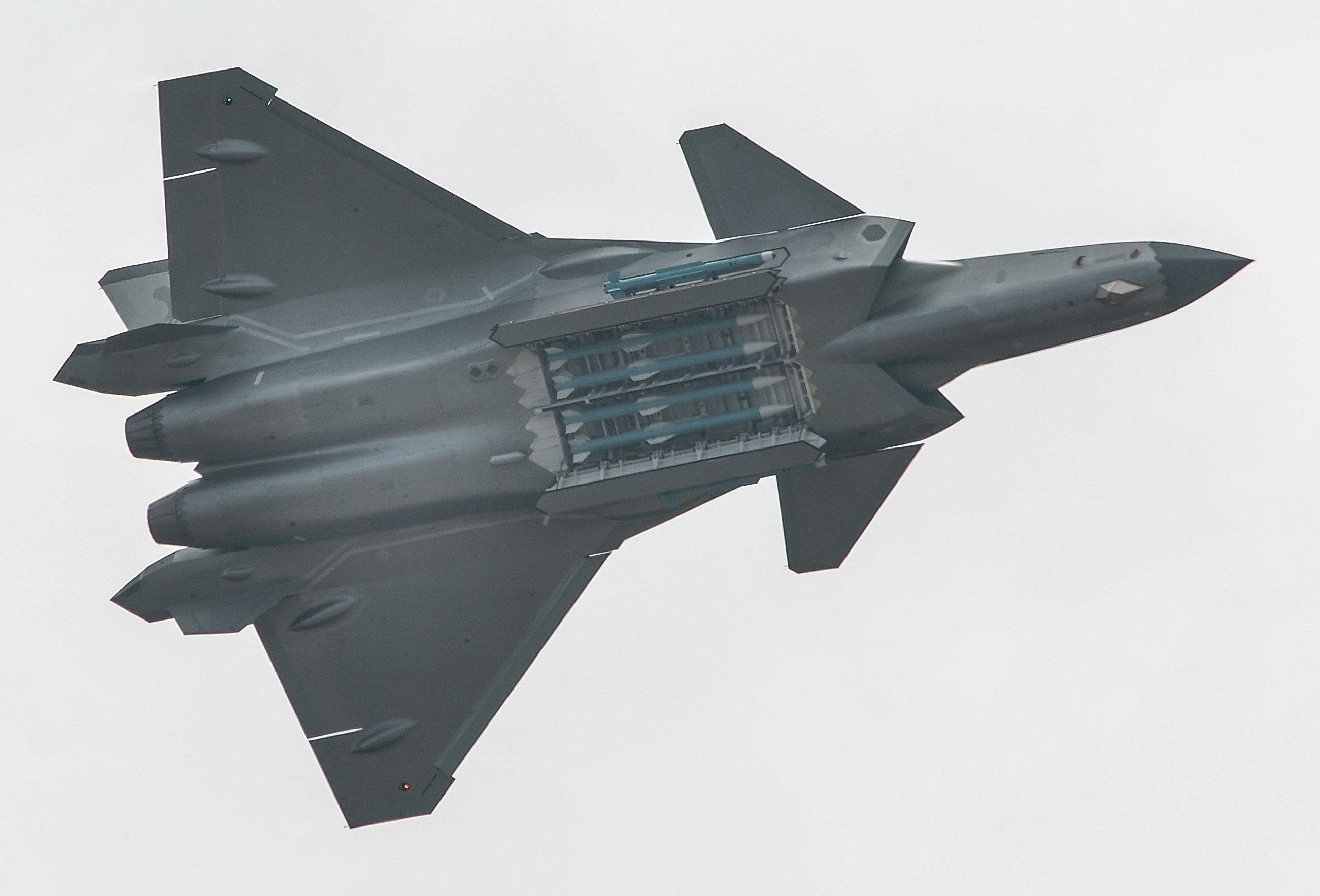

پروژهٔ تولید هواپیمای نسل پنجم در دهه ۱۹۹۰ میلادی آغاز شد و در سال ۲۰۰۲ به‌طور رسمی کلید خورد. در مناقصه و رقابتی که در سال ۲۰۰۸ بین شرکتهای چنگدو و شنیانگ برگزار شد، جنگندهٔ جی-۲۰ ساخت شرکت چنگدو با شکست دادن جنگنده‌ای از شرکت شنیانگ پیروز شد و به این صورت شرکت چنگدو توانست قراردادی را با نیروی هوایی چین امضاء کند.

در سال ۲۰۱۱ نخستین پیش‌نمونه آزمایش شد و توانایی‌های آن در سرعتهای بالا بررسی گردید. در دورهٔ آزمایشی پیش‌نمونه‌ها، تغییرات بسیاری در بخش اندازهٔ ورودی هوای موتور، کاهش بازتاب راداری در بخش ورودی هوا (intake) انجام شد. همچنین در سال ۲۰۱۴ پایدارکننده عمودی این هواپیما از نو طراحی شد. مواردی همچون پاد هدفگیری پیشرفته (Litening) برای هدایت موشک‌های هدایت‌شوندهٔ نقطه‌زن به‌کار رفت و همچنین شش حسگر فروسرخ پَسیو در اطراف هواپیما نصب شدند.

## ادعای هک شدن اطلاعات لاکهید مارتین

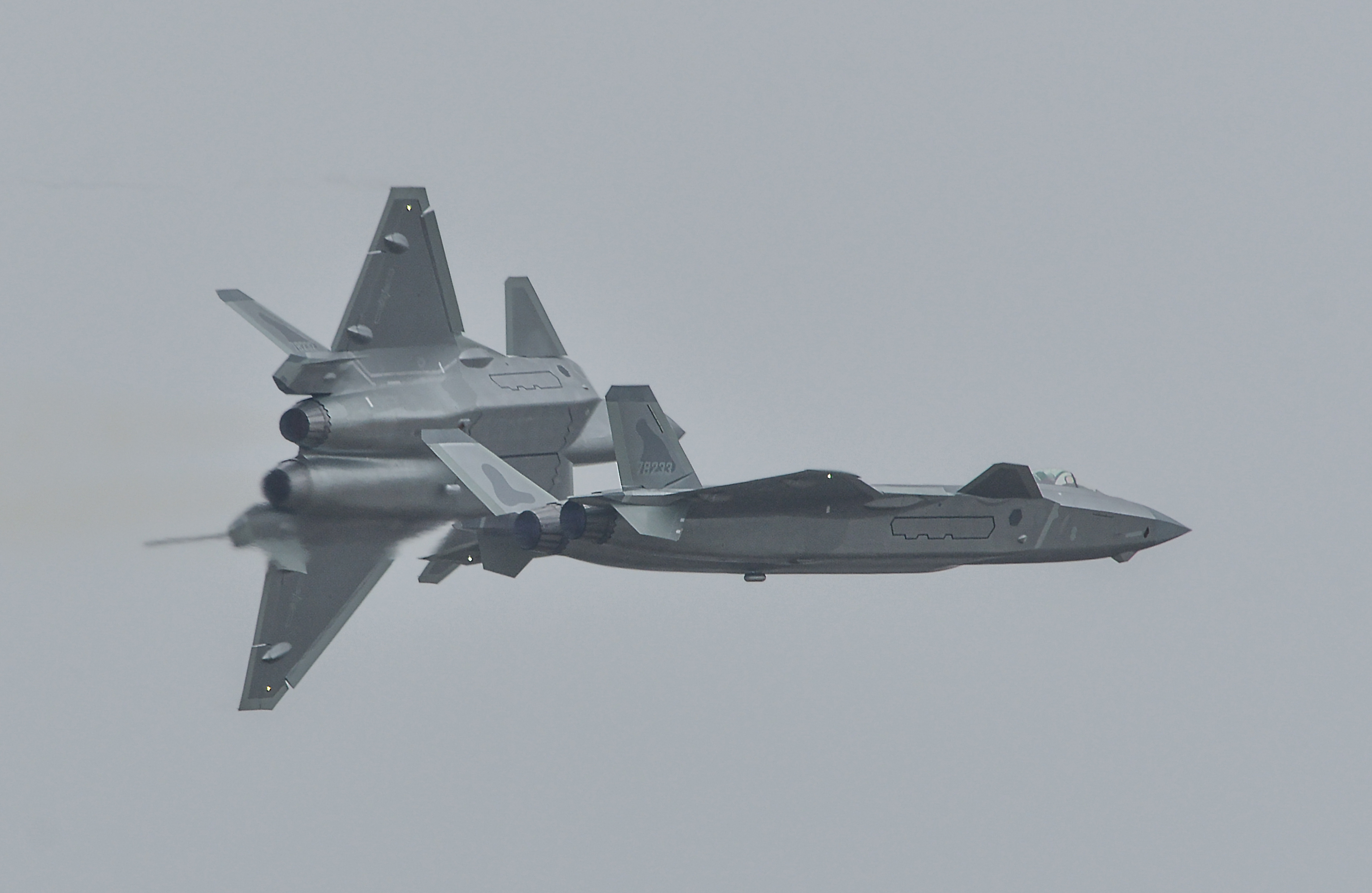

در ماه آپریل سال ۲۰۰۹ پنتاگون گزارش کرد که فناوری و اطلاعات مربوط به ساخت لاکهید مارتین اف-۳۵ لایتنینگ ۲ توسط یک هکر چینی به صنایع دفاع چین منتقل شده و لو رفته‌است؛ بنابراین احتمال دارد در ساخت جنگندهٔ جی-۲۰ از فناوری‌های به‌کار رفته در ساخت اف-۳۵ استفاده شده باشد؛ زیرا فناوری به‌کار رفته در چنگدو جی-۲۰ در زمینهٔ سامانه‌های هدف‌گیری پیشرفتهٔ لایتنینگ و سامانه‌های رمزنگاری شدهٔ ارتباطی، دقیقاً مشابه فناوری اف-۳۵ آمریکایی هستند.

طبق گزارش فارن پالیسی، هکرهای چینی با جاسوسی بر روی اسرائیل که از فناوری‌های آمریکایی استفاده می‌کند، به فناوری‌های آمریکا دست پیدا کرده‌اند. نشریه نشنال اینترست در مقاله‌ای از همکاری‌های آشکار و پنهان کشور اسرائیل با چین در زمینهٔ فناوری‌های پیشرفته ابراز نگرانی کرد و آن را برای ایالات متحدهٔ آمریکا زیان‌بار دانست.

## طراحی

### ویژگی‌های بدنه

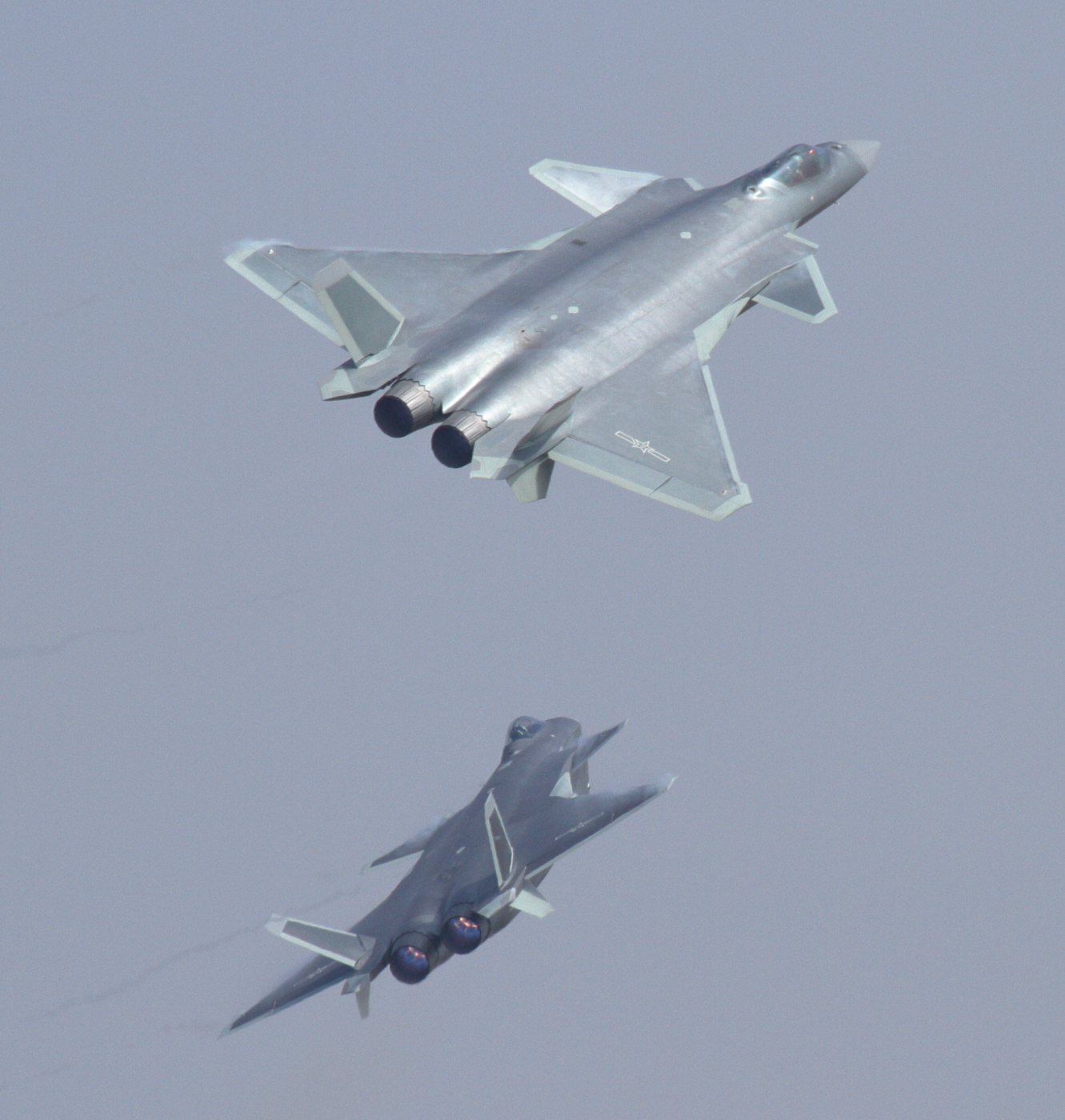

جی-۲۰ دارای بدنه‌ای کشیده و پهن و دماغه‌ای مخروطی است. شیشه‌ای که برای کابین این هواپیما درنظر گرفته شده، بدون شبکه بوده و کاملاً حبابی و یکپارچه است. ورودی‌های هوا بلافاصله پس از کابین جای گرفته‌اند و پشت ورودی هم پیش‌بال‌ها طراحی شدند. این هواپیما از بال سه‌گوش بهره می‌برد. این هواپیما به لطف طراحی بدنهٔ ویژه‌اش، از پایداری بسیار بالایی در پرواز برخوردار است.
نازل سوخت‌گیری این جنگنده از نوع جمع‌شونده است.

### کابین والکترونیک پرواز

#### رادار
رادار این جنگنده، نوع پیشرفته‌ای از فناوری آرایه فازی محرمانه است که هنوز معرفی نشده و مخفی مانده‌است، گمانه‌زنی‌هایی دربارهٔ نوع رادار نیز مطرح شده‌است که قابل استناد نیستند.

#### هدف‌گیری و ارتباطات

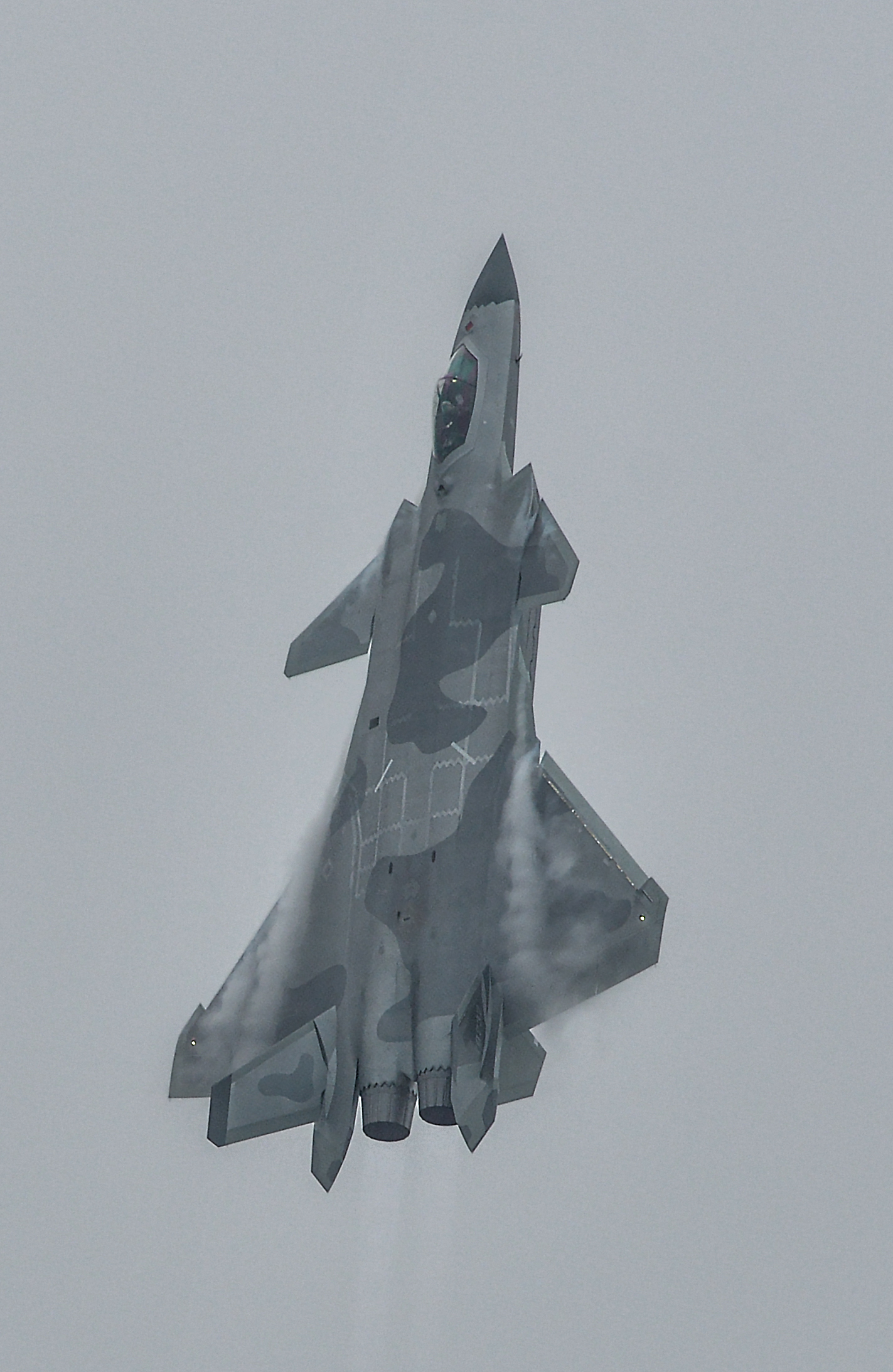

بحث‌برانگیزترین ویژگی دربارهٔ جنگندهٔ جی-۲۰ مربوط به سامانه‌های هدف‌گیری موشکی و ارتباطات آن است. بسیاری از ویژگی‌های به‌کار رفته در زمینهٔ دیتالینک، آگاهی موقعیتی، ترکیب حسگرها و الکترواپتیک مشابه فناوری به‌کاررفته در اف-۳۵ هستند.

#### کابین، کلاه‌خود و نمایشگرها
این هواپیما از یک کابین تمام شیشه‌ای بهره می‌برد که نمایشگرهای آن از نوع کریستال مایع هستند. همچنین صفحه لمسی، تمام‌نگاری و سامانه هاد در این بخش به‌کار رفته‌اند.

#### موتور
مهندسان چینی در ساخت پیش‌نمونه‌های این جنگنده از موتور چینی شنیانگ WS-10B بهره جستند که نمونهٔ بهینه‌شدهٔ از موتور سی‌اف‌ام۵۶ محصول مشترک فرانسه و ایالات متحده امریکاست. در منابعی دیگر نوشته شده که این جنگنده از موتور AL-31-FN که نمونه‌ای بسیار بهینه‌شده از موتور روسی است، بهره می‌برد. این موتور در جنگندهٔ چنگدو جی-۱۰ نیز به کار رفته‌است. به هر روی، هیچ‌کدام از این موتورها توانایی آن را ندارند که جنگندهٔ سنگین و بزرگی همچون جی-۲۰ را به رده‌بندی سرعت زبرصوت برسانند؛ بنابراین موتور جدیدی با عنوان Xian WS-15 به عنوان موتور آیندهٔ این جنگنده درنظر گرفته شده‌است. این موتور نیز مدل چینی موتور Saturn AL-41 ساخت روسیه است که در جنگندهٔ سوخو-۳۵ به‌کار می‌رود. تا پایان سال ۲۰۲۱ این موتور هنوز توسط چین طراحی و تولید نشده‌است.

#### پنهان‌کاری
بررسی‌ها نشان می‌دهند که در ساخت دماغه و کابین جی-۲۰ از فناوری‌های دقیقاً مشابه با اف-۲۲ به‌کار گرفته شده‌اند. گرچه نازل موتور در پشت این جنگنده به شکل دایره است و همچنین لبه‌دار بودن این نازل‌ها، رادارگریز بودن جی-۲۰ را زیر سؤال برده‌اند. کارشناسان دیگر نیز رادارگریز بودن جی-۲۰ را نادرست خوانده‌اند و بیان کردند که وجود پیش‌بال در یک هواپیما، موجب شناسایی شدن آن در برابر رادارها می‌شود.
در سال ۲۰۱۸ فرمانده نیروی هوایی هندوستان اعلام کرد که جنگنده su-30 MKI نیروی هوایی هند، توانسته یک جی-۲۰ را حین پرواز در خاک چین از فاصلهٔ چندصد کیلومتری شناسایی کند.

## مشخصات فنی
داده‌ها از Aviation Week
ویژگی‌های عمومی
- خدمه: یک (خلبان)
- طول: ۲۰٫۴ متر (۶۶٫۸ فوت)
- پهنای بال: ۱۳٫۵ متر (۴۴٫۲ فوت)
- مساحت بال‌ها: ۷۸ متر مربع (۸۴۰ فوت مربع)
- وزن خالی: ۱۹٬۳۹۱ کیلوگرم (۴۲٬۷۵۰ پوند)
- وزن ناخالص: ۳۲٬۰۹۲ کیلوگرم (۷۰٬۷۵۰ پوند)
- بیشترین وزن برخاست: ۳۷٬۰۱۳ کیلوگرم (۸۱٬۶۰۰[۲۴] پوند)
- ظرفیت سوخت: 25,000 lb
- پیشرانه: ۲ عدد  ساترن اف‌ام۲[۲۵][۲۶][۲۷], ۱۴۵ کیلونیوتن (۳۳٬۰۰۰ پوند-نیرو) با پس‌سوز
- پیشرانه: ۲ عدد  دابلیو اس ۱۰ سی[۲۸][۲۹], ۱۴۷ کیلونیوتن (۳۳٬۰۰۰ پوند-نیرو) با پس‌سوز
- پیشرانه: ۲ عدد  دابلیو اس ۱۵[۳۰] (در دست ساخت است), ۱۸۰ کیلونیوتن (۴۰٬۰۰۰ پوند-نیرو) با پس‌سوز

عملکرد
- حداکثر سرعت: ۲+ ماخ
- بُرد: ۶٬۰۰۰ کیلومتر (۳٬۷۰۰ مایل، ۳٬۲۰۰ مایل دریایی)
- بُرد رزمی: ۲٬۰۰۰ کیلومتر (۱٬۲۰۰ مایل، ۱٬۱۰۰ مایل دریایی)
- حداکثر ارتفاع: ۲۰٬۰۰۰ متر (۶۶٬۰۰۰ فوت)
- حد شتاب جی: +۹/-۳
- بارگیری بال: ۳۴۰ کیلوگرم بر متر مربع (۶۹ پوند بر فوت مربع)
- نیرو/وزن: 0.92 (1.12 with loaded weight and 50% fuel) with AL-31FM2 (estimated)

تسلیحات

- Internal weapon bays
  - PL-10 short range AAM[۳۱]
  - PL-12 Medium Range AAM[۳۲]
  - PL-15 BVR long range AAM
  - PL-21 Long Range AAM[۳۲]
  - LS-6 Precision-guided bomb
- External hardpoints

Schematic of the J-20

  - ۴× under-wing pylon capable of carrying drop tanks.

اویونیکس

- Type 1475 (KLJ-5) active electronically scanned array
- EOTS-86 electro-optical targeting system (EOTS)[۳۳]
- EORD-31 infrared search and track[۳۳]
- Distributed aperture system[۳۴]